# Đỗ Thị Phương Bảo
Đỗ Thị Phương Bảo (sinh ngày 7 tháng 5 năm 1951) là một nhà giáo, nghệ sĩ đàn tranh người Việt Nam.

## Tiểu sử
Đỗ Thị Phương Bảo sinh ngày 7 tháng 5 năm 1951 trong một gia đình có truyền thống nghệ thuật, từ nhỏ bà đã thể hiện năng khiếu âm nhạc. Những năm 1960–1969, bà theo học tại Trường Âm nhạc Việt Nam (nay là Học viện Âm nhạc Quốc gia Việt Nam) và có thòi gian học cùng với nhạc công Vũ Tuấn Đức, tại đây bà thường đạt thành tích cao trong học tập. Năm 1967, bà trở thành cộng tác viên của Đài Tiếng nói Việt Nam. Những năm 1969–1988, bà làm giảng viên tại Nhạc viện Hà Nội, chủ nhiệm bộ môn đàn tranh, cũng trong thời gian này bà đã soạn thảo bộ giáo trình môn đàn tranh bậc đại học cho nhạc viện. Những năm 1988–2007, bà là thành viên và là trưởng đoàn của Đoàn ca nhạc Bông Sen, nghệ sĩ độc tấu đàn tranh, đàn T'rưng và đàn bầu. Từ năm 2007 đến nay, bà làm giám đốc Công ty Trách nhiệm hữu hạn Phương Bảo.
Bà đã được Nhà nước Việt Nam phong tặng danh hiệu Nghệ sĩ ưu tú vào năm 1993; Nghệ sĩ nhân dân vào năm 2007, bà hiện là nghệ sĩ đàn tranh đầu tiên và duy nhất được phong tặng danh hiệu này.

### Giải thưởng
| Năm  | Giải thưởng                                                        | Chương trình         | Đơn vị trao                                | Tác phẩm                      |
| ---- | ------------------------------------------------------------------ | -------------------- | ------------------------------------------ | ----------------------------- |
| 1971 | Huy chương vàng                                                    | Hội diễn ca múa nhạc | Bộ Văn hóa                                 | Ru con Bình minh trên rẻo cao |
| 1982 | Giải A về nghệ thuật biễu diễn                                     |                      | Bộ Văn hóa                                 | Biển                          |
| 1982 | Giải A về tác phẩm sáng tác cho đàn tranh                          |                      | Bộ Văn hóa                                 | Biển                          |
| 1997 | Bông Sen Vàng (cùng dàn nhạc Nhà hát Ca Múa Nhạc Dân tộc Bông Sen) |                      | Sở Văn hóa thông tin Thành phố Hồ Chí Minh |                               |

## Cải tiến đàn tranh
Năm 1995, Đỗ Thị Phương Bảo đã tiến hành cải tiến cây đàn tranh truyền thống để giúp cho nó vừa có thể diễn tấu được những làn điệu ngũ âm truyền thống, đồng thời diễn tấu được các điệu nhạc 12 nốt của âm nhạc phương Tây. Công trình cải tiến của bà có 4 điểm chính: Mở rộng mặt bàn để thêm dây tăng âm vực; Nâng chiều cao hộp đàn làm bằng gỗ cây ngô đồng khiến hiệu năng của hộp cộng hưởng tăng lên, giúp tăng âm sắc và âm lượng; Chân trục ngạn liên hoàn; Thêm bộ tinh chỉnh. Công trình cải tiến đàn tranh của bà đã được Hội đồng Khoa học đánh giá xuất sắc, và cũng đã được cấp bằng Độc quyền sáng chế.

## Tác phẩm
| STT | Nhan đề                  | Phổ nhạc   | Trình bày  | Thời lượng |
| --- | ------------------------ | ---------- | ---------- | ---------- |
| 1.  | "Bình minh trên rẻo cao" | Phương Bảo | Phương Bảo |            |
| 2.  | "Nhớ quê"                | Phương Bảo | Phương Bảo |            |
| 3.  | "Cung đàn quê mẹ"        | Phương Bảo | Phương Bảo |            |
| 4.  | "Biển"                   | Phương Bảo | Phương Bảo |            |
| 5.  | "Sang xuân"              | Phương Bảo | Phương Bảo |            |
| 6.  | "Hoa anh đào"            | Phương Bảo | Phương Bảo |            |
| 7.  | "Xuân quê hương"         | Xuân Khải  | Phương Bảo |            |
| 8.  | "Khúc hát du"            | Xuân Khải  | Phương Bảo |            |
| 9.  | "Khúc nhạc ngắn"         | Xuân Hồng  | Phương Bảo |            |
| 10. | "Lá thư tiền tuyến"      | Xuân Khải  | Phương Bảo |            |
| 11. | "Cánh chim tự do"        | Văn Thắng  | Phương Bảo |            |
| 12. | "Khúc hát quê hương"     | Đình Long  | Phương Bảo |            |
| 13. | "Hương sen Đồng Tháp"    | Xuân Khải  | Phương Bảo |            |
| 14. | "Nhớ biển"               | Phương Bảo | Phương Bảo |            |